# Gracz (osada)
Gracz – osada w Polsce położone w województwie zachodniopomorskim, w powiecie koszalińskim, w gminie Sianów przy drodze krajowej nr 6. Miejscowość wchodzi w skład sołectwa Karnieszewice.
Według danych z 30 czerwca 2003 r. osada miała 16 mieszkańców.
W latach 1975–1998 miejscowość administracyjnie należała do województwa koszalińskiego.
Ostatnie zabudowania zostały wyburzone w 2016 roku pod budowę drogi ekspresowej S6.